# Hillary Wolf
Hillary Jocelyn Wolf (* 7. Februar 1977 in Chicago) ist eine ehemalige US-amerikanische Schauspielerin und Judoka.

## Leben
Wolf kam im Jahr 1977 in Chicago zur Welt und übernahm ab Mitte der 1980er-Jahre als Kinderdarstellerin Rollen in Film und Fernsehen. Eine Hauptrolle hatte sie in der 1992 erschienenen Familienkomödie Big Girls Don’t Cry... They Get Even unter Regie von Joan Micklin Silver. Ihre vielleicht bekannteste Rolle spielte sie als Megan McCallister in dem Film Kevin – Allein zu Haus (1990) und der Fortsetzung Kevin – Allein in New York (1992). Nach 1992 zog sie sich aus dem Filmgeschäft zurück.
Daneben war sie als Sportlerin erfolgreich. So gewann sie im Jahr 1994 die Judo-Weltmeisterschaften ihrer Gewichtsklasse bei den Juniorinnen. Von 1991 bis 1994 sowie letztmals 1999 gewann Wolf die US-amerikanischen Landesmeisterschaften der jeweiligen Gewichtsklassen. 1999 errang sie auch den Sieg bei den Panamerikanischen Meisterschaften in der Klasse bis 52 kg. Die Vereinigten Staaten vertrat sie 1996 und 2000 bei den Olympischen Sommerspielen in der Disziplin Judo.
Hillary Wolf ist inzwischen mit dem Wrestler Chris Saba verheiratet, das Paar hat fünf Kinder. Gemeinsam unterrichten sie im Raum Colorado Springs an einer Wrestlingschule.

## Filmographie
- 1984: A Matter of Principle (Fernsehfilm)
- 1985: First Steps (Fernsehfilm)
- 1986: Help Wanted: Kids (Fernsehfilm)
- 1986: Sunday Drive (Fernsehfilm)
- 1987: Ich will Manhattan (I'll Take Manhattan, Miniserie, 2 Folgen)
- 1987: Blutige Hände (Murder Ordained, Fernsehfilm)
- 1990: Kevin – Allein zu Haus (Home Alone)
- 1990: Zeichen und Wunder (Waiting for the Light)
- 1991: Familienstreß (Big Girls Don’t Cry... They Get Even)
- 1992: Kevin – Allein in New York (Home Alone 2: Lost in New York)

## Nachweise
1. ↑  https://www.judoinside.com/judoka/3601/Hillary_Wolf/judo-career
2. ↑  Married Olympians Discuss Their Journey (Wrestling & Judo) - Chris Saba & Hillary ( Wolf ) Saba. Abgerufen am 23. Dezember 2022 (deutsch).

| Personendaten    | Personendaten                                   |
| ---------------- | ----------------------------------------------- |
| NAME             | Wolf, Hillary                                   |
| ALTERNATIVNAMEN  | Wolf, Hillary Saba; Saba, Hillary (Geburtsname) |
| KURZBESCHREIBUNG | US-amerikanische Schauspielerin und Judoka      |
| GEBURTSDATUM     | 7. Februar 1977                                 |
| GEBURTSORT       | Chicago                                         |